# 創世紀傳說 世界的彼方
《創世紀傳說 世界的彼方》（日語：ドットハック セカイの向こうに）为.hack系列剧场版作品的一作，於2012年上映。

## 作品简介
2024年，电子通讯及网络技术高度发达。彼时的日本，一款名为The World的网络游戏风靡全国，不论男女老少，莫不沉湎其中，成为国民超人气的大制作。居住在柳川的女孩 有城空（樱庭奈奈 配音），是同世代中少有的对电子产品了无兴趣的女孩。可是眼见得连一向古板守旧的爷爷都热衷The World，她不觉也抱着试试看的心理进入了虚拟的世界。呈现在她眼前的，是一个难以想象的华美国度，空在这里重逢了现实中的好友，也切切实实体会到虚拟世界的乐趣。可是她偶然遇见了一个被黑色浓雾侵袭的神秘少女，看似不起眼的偶发事件，却引发了令人意想不到的大骚乱。
有城空的朋友也被卷入危机中，她则成为了拯救世界的关键人物......

## 音樂
- 主題歌

『光をあつめて』
歌 - KOKIA，フライングドッグ
- 挿入歌

『with friends!』
歌 - 三谷朋世（LieN），作詞、作曲 - 福田考代（LieN）
『つながるセカイ』
歌 - 三谷朋世（LieN），作詞、作曲 - 福田考代（LieN）

## 外部連結
- （日語）劇場「創世紀傳說 世界的彼方」官網
- （日語）「創世紀傳說 世界的彼方 + Versus 複合包」網站 （页面存档备份，存于）